# سيمون سيموني
سيمون سيموني (مواليد 14 يوليو 2004) هو لاعب كرة قدم ألباني يلعب في مركز حارس المرمى في نادي آينتراخت فرانكفورت.

## روابط خارجية
- سيمون سيموني على موقع الاتحاد الأوربي (الإنجليزية)
- سيمون سيموني على موقع قاعدة بيانات كرة القدم.إي يو (الإنجليزية)
- سيمون سيموني على موقع Soccerway.com (الإنجليزية)
- سيمون سيموني على موقع عالم كرة القدم.نت (الإنجليزية)